# جوزيف ماك
جوزيف ماك (بالإنجليزية: Joseph Mack)‏ هو سياسي أمريكي، ولد في 8 مايو 1919، وتوفي في 20 أبريل 2005. حزبياً، نشط في الحزب الديمقراطي. وقد انتخب عضو مجلس ولاية ميشيغان.